# 프로시노네 칼초

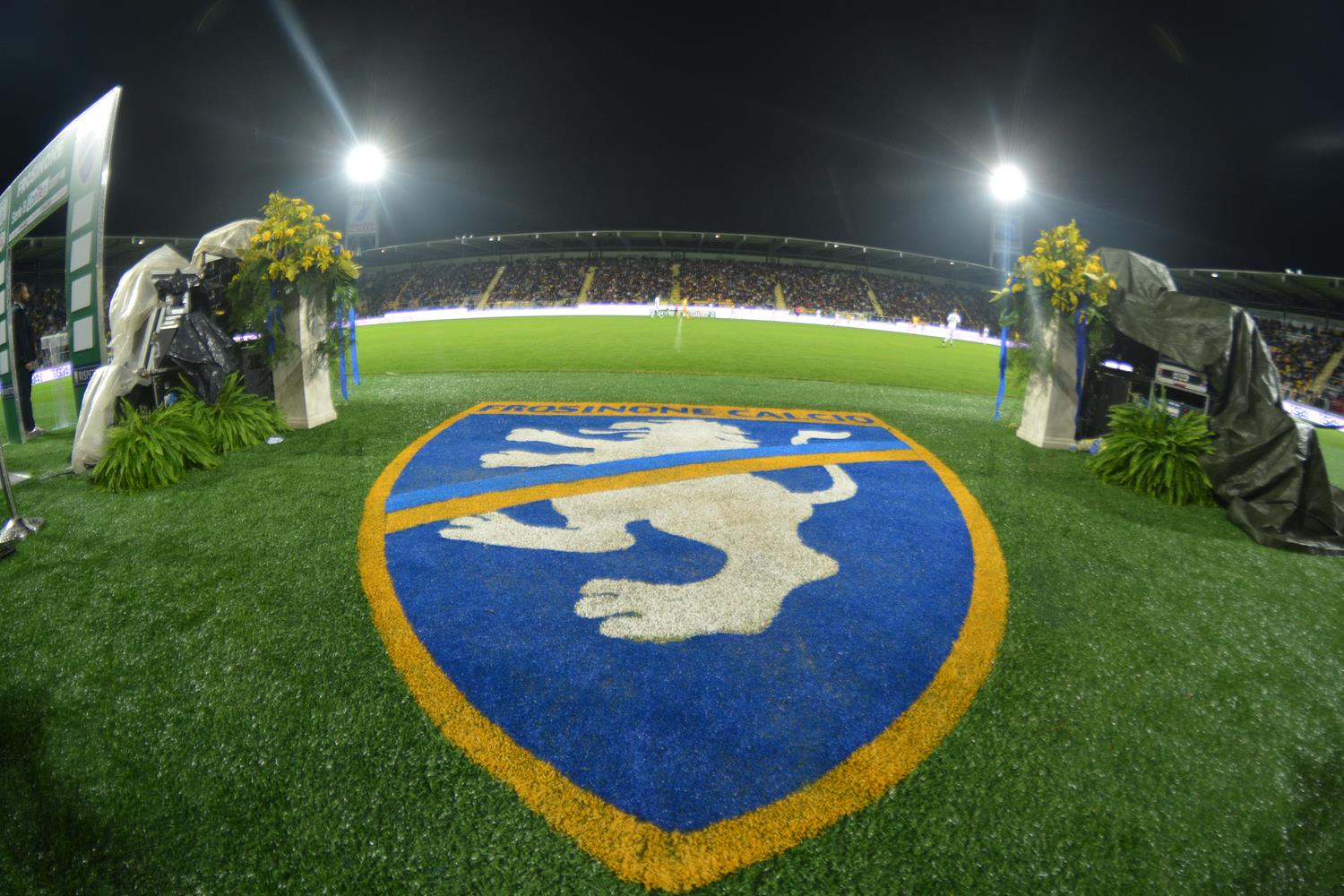

프로시노네 칼초(Frosinone Calcio S.r.l.)는 1906년에 창단된 이탈리아의 축구 클럽으로 라치오주 프로시노네를 연고지로 한다. 현재 세리에 A에서 활약하고 있는데 1991년 재정난을 이유로 파산 되었다가 재건 되었다. 2005-06 세리에 C1 시즌에서 2위를 차지하여 세리에 B로 승격 되었지만 2010-11 시즌에서 22위를 차지해 레가 프로 프리마 디비시오네로 강등 되었다. 그리고 3년 만인 2013-14 시즌 플레이오프에서 US 레체를 꺾으면서 세리에 B로 승격했다. 그리고 다음 시즌에 준우승을 하면서 클럽 역사상 처음으로 세리에 A에 진출했다. 이후 불과 승격 한 시즌만에 세리에 B로 강등 됐으나 2017-18 시즌을 3위로 마무리 하며 승격 플레이오프에 올라 결승에서 팔레르모를 종합 스코어 3:2로 꺾으며 세리에 A로 승격됐다. 그러나 2018-19 시즌을 19위로 마감하며 또 다시 승격 한 시즌만에 강등 되었다가 2023년 세리에 A로 다시 승격되었다.

## 팀 색깔과 앰블럼
최초의 홈 유니폼 색깔은 붉은색과 파란색이였다. 현재는 노란색과 파란색이다. F2007–08 시즌부터 프로시노네는 팀의 엠블럼에서도 보이는 동물인 사자를 상징하는 릴로 (Lillo)라고 불리는 마스코트를 지녔다. 릴로라는 명칭은 팀의 공식 홈페이지에서 팬들이 투표로 선정한 것이다. 이 마스코트는 2008-09 시즌부터 홈경기에 동행하며, 신청을 하여 홈 경기가 열릴때 릴로 역할을 대신하는 기회가 주어지기도 한다.

## 선수 명단

### 현재 선수 명단
2024년 12월 27일 기준
참고: FIFA 자격 규정에 따라 소속된 국가대표팀 국기를 표시합니다. 선수는 복수의 FIFA 비회원국 국적을 가지고 있을 수 있습니다.
| 번호 | 포지션 | 국적       | 이름                                       |
| ---- | ------ | ---------- | ------------------------------------------ |
| 1    | GK     |            | 피에를루이지 프라탈리                      |
| 3    | DF     |            | 리카르도 마르치차                          |
| 4    | MF     |            | 마르코 브레시아니니                        |
| 5    | DF     |            | 칼레브 오콜리 (아탈란타에서 임대)          |
| 6    | DF     |            | 시모네 로마뇰리                            |
| 7    | FW     | 우루과이   | 하이메 바에스                              |
| 8    | MF     | 크로아티아 | 카를로 룰리치                              |
| 9    | FW     |            | 카이우 조르즈 (유벤투스에서 임대)          |
| 10   | FW     |            | 주세페 카소                                |
| 11   | FW     | 알바니아   | 마르빈 추니                                |
| 12   | MF     |            | 헤이니에르 (레알 마드리드에서 임대)        |
| 13   | DF     | 슬로베니아 | 마티아즈 카멘셰크파히치                    |
| 14   | MF     |            | 프란체스코 겔리                            |
| 16   | MF     |            | 루카 가리타노                              |
| 17   | FW     | 조지아     | 기오르기 크베르나제 (콜헤티 포티에서 임대) |
| 18   | FW     |            | 마티아스 소울레 (유벤투스에서 임대)        |

| 번호 | 포지션 | 국적     | 이름                                           |
| ---- | ------ | -------- | ---------------------------------------------- |
| 20   | DF     |          | 폴 리롤라 (마르세유에서 임대)                  |
| 21   | MF     | 모로코   | 압두 하루이                                    |
| 22   | DF     | 가봉     | 앙토니 오요노                                  |
| 23   | DF     | 알바니아 | 세르지오 칼라이                                |
| 24   | MF     | 모로코   | 메흐디 부라비아                                |
| 26   | FW     | 모로코   | 수피안 비다위                                  |
| 27   | FW     |          | 아리욘 이브라히모비치 (바이에른 뮌헨에서 임대) |
| 28   | DF     | 체코     | 다니엘 마체이                                  |
| 30   | DF     |          | 일라리오 몬테리시                              |
| 31   | GK     |          | 미첼레 체로폴리니                              |
| 33   | GK     |          | 미첼레 아벨라                                  |
| 36   | MF     |          | 루카 마치텔리 (주장)                           |
| 45   | MF     |          | 엔소 바레네체아 (유벤투스에서 임대)            |
| 47   | DF     |          | 마테우스 루수아르디                            |
| 70   | FW     | 모로코   | 왈리드 셰디라 (나폴리에서 임대)                |
| 80   | GK     |          | 스테파노 투라티 (사수올로에서 임대)            |

## 역대 감독
| 감독                | 임기      |
| ------------------- | --------- |
| 마리오 젠타         | 1956~1958 |
| 브루노 조르다노     | 1997~1998 |
| 프란체스코 모리에로 | 2009~2010 |
| 에우제니오 코리니   | 2011~2012 |
| 로베르토 스텔로네   | 2012~2016 |
| 파스콸레 마리노     | 2016~2017 |
| 모레노 롱고         | 2017~2018 |
| 마르코 바로니       | 2018~2019 |
| 알레산드로 네스타   | 2019-2021 |
| 파비오 그로소       | 2021-2023 |
| 레안드로 그레코     | 2024~     |